# Torrellas (kommunhuvudort)
Torrellas är en kommunhuvudort i Spanien.   Den ligger i provinsen Provincia de Zaragoza och regionen Aragonien, i den nordöstra delen av landet, 230 km nordost om huvudstaden Madrid. Torrellas ligger 574 meter över havet och antalet invånare är 315.
Terrängen runt Torrellas är kuperad åt sydväst, men åt nordost är den platt. Runt Torrellas är det mycket glesbefolkat, med 5 invånare per kvadratkilometer. Närmaste större samhälle är Tarazona, 3,9 km öster om Torrellas. Omgivningarna runt Torrellas är i huvudsak ett öppet busklandskap.